# Symphony Hall (Boston)
Die Symphony Hall ist eine Konzerthalle in Boston im Bundesstaat Massachusetts der Vereinigten Staaten. Sie befindet sich an der Adresse 301 Massachusetts Avenue in direkter Nachbarschaft zum New England Conservatory. Sie wurde im Jahr 1900 vom Architekturbüro McKim, Mead and White für das Boston Symphony Orchestra entworfen. Wallace Clement Sabine, ein damals junger Physikprofessor an der Harvard University, entwickelte das Akustik-Konzept. 1999 wurde die Konzerthalle als National Historic Landmark in das National Register of Historic Places eingetragen.

## Geschichte und Architektur

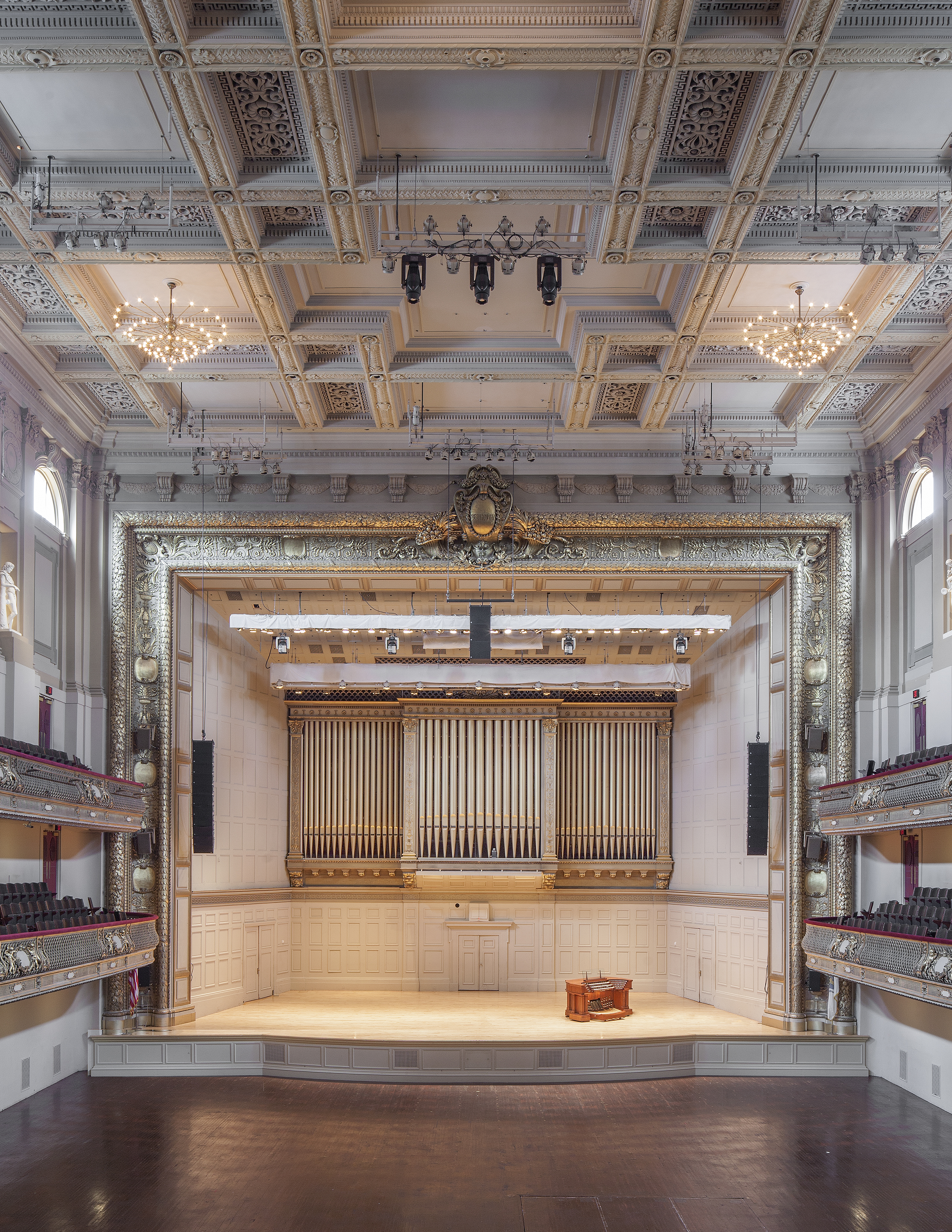
Innenansicht der Konzerthalle

Nachdem zum Ende des 19. Jahrhunderts mit der Boston Music Hall die ursprüngliche Konzerthalle des Orchesters aufgrund von Straßen- und U-Bahn-Neubauten nicht mehr zur Verfügung stand, wurde die Symphony Hall neu errichtet. Bis heute gilt die Halle als einer der besten Aufführungsorte der Welt für klassische Musik.
Die Halle wurde nach dem Vorbild des Leipziger Gewandhauses von 1884 entworfen, das allerdings im Zweiten Weltkrieg zu großen Teilen zerstört wurde. Die Gestaltung des Innenraums ist quaderförmig mit 61 ft (18,6 m) Höhe, 75 ft (22,9 m) Breite und 125 ft (38,1 m) Länge und wurde nach Vorbildern wie dem Concertgebouw in Amsterdam oder dem Wiener Musikverein konstruiert.

### Statuen
Im oberen Bereich der Wände des Konzertsaals befinden sich insgesamt 16 Nachbildungen griechischer und römischer Statuen, die mythische und historische Figuren darstellen. Im Einzelnen handelt es sich um:
| Figur                                    | Standort des Vorbilds   |
| ---------------------------------------- | ----------------------- |
| Mit Blick auf die Bühne rechts beginnend |                         |
| Faunus mit kindlichem Bacchus            | Neapel                  |
| Apollon mit Kithara                      | Rom                     |
| Mädchen aus Herculaneum                  | Dresden                 |
| Tanzender Faunus                         | Rom                     |
| Demosthenes                              | Rom                     |
| Sitzender Anakreon                       | Kopenhagen              |
| Euripides                                | Rom                     |
| Diana von Versailles                     | Paris                   |
| Mit Blick auf die Bühne links beginnend  |                         |
| Ruhender Satyr von Praxiteles            | Rom                     |
| Amazone                                  | Berlin                  |
| Hermes Ludovisi                          | Paris                   |
| Athena Lemnia                            | Dresden (Kopf: Bologna) |
| Sophokles                                | Rom                     |
| Stehender Anakreon                       | Kopenhagen              |
| Aischines                                | Neapel                  |
| Apollo von Belvedere                     | Rom                     |

## Siehe auch

Abbildung von 1904